# Пансит
Пансит (таг. pancit) — национальное филиппинское блюдо, жареная рисовая лапша с мясом, морепродуктами, овощами и так далее.

## Разновидности
Известно множество разновидностей пансита:
- Alanganin
- Cabagan
- Batil Patong
- Bato
- Bihongundoy
- Canton
- Estacion
- Habhab
- Luglog
- Malabon
- Molo
- Miki
- Míki-Bíhon Guisado
- Moròng
- Palabok
- Sotanghon и т. д.

В городе Тиви (Филиппины) местные жители сравнительно недавно изобрели новую разновидность блюда пансит, важной составляющей которого являются водоросли.
Блюда из лапши также являются стандартным блюдом в местных ресторанах. Пищевые заведения, специализирующиеся на лапше, часто называют панситериями.

## Интересные факты
В романе Хосе Рисаля «Флибустьеры» пансит является метафорой филиппинского правительства времён испанского владычества на Филиппинах[значимость факта?].